# Monk's Dream
Monk's Dream é um álbum de jazz do pianista Thelonius Monk, lançado em 1963. É o álbum de Monk que mais vendeu, e o primeiro editado pela Columbia Records.

## Faixas
Todas as faixas compostas por Thelonius Monk excepto onde indicado:
1. Monk's Dream - 6:24
2. Body and Soul (Edward Heyman, Robert Sour, Frank Eyton and Johnny Green) - 4:27
3. Bright Mississippi - 8:35
4. Five Spot Blues - 3:14
5. Bolivar Blue - 7:30
6. Just a Gigolo (Julius Brammer, Irving Caesar, Leonello Casucci) - 2:27
7. Bye-Ya - 6:00
8. Sweet and Lovely (Gus Arnheim, H. Tobias, Jules LeMare) - 7:51

## Intérpretes
- Thelonious Monk - Piano
- John Ore - Baixo
- Charlie Rouse - Saxofone tenor
- Frankie Dunlop - Bateria